# 頭文字D (映画)
『頭文字[イニシャル]Ｄ THE MOVIE』は、2005年の香港映画。『インファナル・アフェア』シリーズのスタッフ陣を中心に実写映画化され、キャストには香港および台湾、日本などアジア各地の若手俳優が起用された。撮影は全て日本で行われ、新潟県の弥彦山スカイラインや群馬県渋川市がその舞台となっている。2005年6月に香港などで公開された後、日本（ギャガ配給）では2005年9月17日から新宿ミラノ他全国で公開された。
カーアクションは主にタカハシレーシングが担当し、ドリフトや溝落としといった原作に登場したテクニックが再現されている。ストーリーは夏の間に須藤京一との決着をつけ、プロジェクトD加入を決意するまでをベースに構成。樹が秋名スピードスターズのリーダーで、立花祐一の息子となっている、高橋啓介が登場しないなど、登場人物の設定統合や変更が多くなされている。
なお日本での劇場公開においては日本語吹き替え版（主題歌も日本版に差し替え）上映が大多数で、オリジナル広東語（オリジナル楽曲使用）での上映はごく一部の劇場のみであった。

## キャスト
藤原 拓海
演 - ジェイ・チョウ（周杰倫）、声 - 野島健児
藤原 文太
演 - アンソニー・ウォン（黄秋生）、声 - 磯部勉
茂木 なつき
演 - 鈴木杏
高橋 涼介
演 - エディソン・チャン（陳冠希）、声 - 竹若拓磨
中里 毅
演 - ショーン・ユー（余文楽）、声 - 川島得愛
立花 樹
演 - チャップマン・トウ（杜汶澤）、声 - 山口勝平
立花 祐一
演 - ケニー・ビー（鍾鎮濤）、声 - 金尾哲夫
須藤 京一
演 - ジョーダン・チャン（陳小春）、声 - 咲野俊介
岩城 清次
演 - リュウ・ケンホン（劉畊宏）、声 - 伊藤健太郎
健二
演 - 阿部力
美也
演 - 田中千絵
池谷 浩一郎
演 - 植木紀世彦
白石パパ
演 - 津村和幸
スピードスターズのメンバー
演 - 矢代和央
ナイトキッズのメンバー
演 - 脇知弘、湯山大一郎、坂井賢三、郷志郎、飯島壮
レッドサンズのメンバー
演 - 平野貴大、安田暁、加藤英一、根本慎太郎、原田健二、加藤雅人、永野信一郎、三木将太、石井岳則
エンペラーのメンバー
演 - 可野浩一郎、中原裕也、小林一英、直井祐介、中井宏之
拓海のファン
演 - 小倉星羅、橫山三奈子、吉川まあ子、村田千華子

## スタッフ
- 監督：アンドリュー・ラウ（劉偉強）、アラン・マック（麥兆輝）
- 脚本：フェリックス・チョン（莊文強）
- 音楽：コンフォート・チャン（陳光榮）
- カースタントコーディネイター：ジョセフ・チー（香港）、高橋勝大（日本）
- 制作担当：彭立威（香港）、佐々木享（日本）
- 助監督：余詩迪、李問、李子俊（香港）、西川誠也、田澤裕一（日本）
- 日本側プロダクション協力：フェネック
- ロケ協力：にいがたロケーションネットワーク、新潟県フィルムコミッション、柏崎インフォメーションボックス、高崎フィルムコミッション、榛名町観光協会、渋川市、伊香保温泉観光協会 ほか
- 現像：東京現像所、東方電影沖印（國際）有限公司

## 受賞
第25回香港電影金像奨で最優秀助演男優賞（アンソニー・ウォン）・最優秀新人賞（ジェイ・チョウ）を、第42回金馬奨でも最優秀助演男優賞（アンソニー・ウォン）・最優秀新人賞（ジェイ・チョウ）をそれぞれ受賞した。

## テーマソング
オリジナル版
- テーマソング「Drifting/飄移」歌：ジェイ・チョウ
- 挿入歌「All The Way North/一路向北」歌：ジェイ・チョウ

日本語吹き替え版
- テーマソング「BLOOD on FIRE」歌：AAA
- 挿入歌「beautiful」歌：mink